# Stuart Wardley
Stuart James Wardley (Cambridge, 10 settembre 1975) è un allenatore di calcio ed ex calciatore inglese, di ruolo centrocampista.

## Carriera

### Giocatore
Inizia a giocare a livello semiprofessionistico con il Saffron Walden Town; dopo aver trascorso la stagione 1997-1998 in Isthmian League (sesta divisione) al Bishop's Stortford torna al Saffron Walden Town, dove rimane fino al termine della stagione 1998-1999, quando viene ceduto per 15000 sterline al QPR, club della seconda divisione inglese, con cui all'età di 24 anni esordisce tra i professionisti. In particolare, nella sua prima stagione nel club segna ben 14 reti e gioca 43 delle 46 partite di campionato; anche nella stagione 2000-2001, che peraltro si conclude con la retrocessione del club in terza divisione, gioca stabilmente da titolare, sia pure non ai livelli dell'annata precedente: termina infatti il campionato con 3 reti in 35 presenze.
Nella stagione 2001-2002 è fortemente influenzato da un infortunio al ginocchio, e, dopo sole 9 presenze, nel gennaio del 2002 viene ceduto in prestito al Rushden & Diamonds, club di quarta divisione, con cui nella seconda parte dell'annata realizza 4 reti in 18 partite di campionato. Nell'estate del 2002 passa a titolo definitivo proprio al Rushden&Diamonds, con cui nella stagione 2002-2003 vince il campionato, conquistando così la promozione in terza divisione, categoria in cui trascorre poi l'intera stagione 2003-2004, nella quale a causa di un grave infortunio ad un ginocchio non scende mai in campo in partite di campionato. Nell'estate del 2004 si svincola dal Rushden&Diamonds (nel frattempo subito retrocesso in quarta divisione dopo un anno in terza divisione) e si accasa al Torquay Utd, con un contratto della durata di un mese, poi prolungato di ulteriori tre mesi. La sua permanenza nel club del Devon dura però in realtà due soli mesi, nei quali segna 2 reti in 7 presenze in quarta divisione, e dopo i quali passa al Leyton Orient, altro club della medesima categoria, dove rimane fino al gennaio del 2005 giocando in totale 6 partite. Passa quindi al Cambridge Utd, club della sua città natale, con cui rimane per un mese giocando ulteriori 3 partite in quarta divisione. Nel febbraio del 2005 trascorre poi un periodo in prova al Rusdhen&Diamonds, che però decide di non ritesserarlo, e così fa ritorno al Saffron Walden Town, dove rimane per un mese prima di passare nel marzo del 2005 al Bedford Town, club semiprofessionistico di Conference North (sesta divisione), con cui conclude la stagione 2004-2005.
Si tratta di fatto della sua ultima esperienza calcistica ad alto livello, anche se a distanza di quattro anni, dopo anche un breve periodo come allenatore dei dilettanti del Bishop's Stortford Swifts, torna a giocare, prima agli Haverhill Rovers e poi per la quarta volta in carriera in Eastern Counties Football League Division One (decima divisione) al Saffron Walden Town, di cui diventa anche prima vice allenatore e poi allenatore. Smette definitivamente di giocare nel 2018, all'età di 43 anni.

### Allenatore
Dal 2013 al 2018 oltre che giocatore del Saffron Walden Town è stato anche allenatore del club, incarico da cui si è dimesso nel settembre del 2018. Nel febbraio del 2019 viene ingaggiato dagli Haverhill Rovers, in Eastern Counties Football League Premier Division (nona divisione), dimettendosi però dall'incarico a fine stagione.

## Palmarès

### Giocatore

#### Competizioni nazionali
- Campionato inglese di quarta divisione: 1

Rushden&Diamonds: 2002-2003